# Sim Woon-sub
Đây là một tên người Triều Tiên, họ là Sim.
Sim Woon-sub (Hangul: 심운섭, Hanja:沈煥拾, phiên âm Hán Việt: Thẩm Hoán Thập; sinh ngày 24 tháng 2 năm 1990) là cầu thủ bóng đá người Hàn Quốc hiện đang thi đấu cho Đồng Tâm Long An.

## Sự nghiệp cầu thủ
Sau khi kết thúc đại học tại Hàn Quốc vào năm 2013, anh đã không thể tìm thấy một bến đỗ với bất kỳ câu lạc bộ Hàn Quốc. Để bắt đầu sự nghiệp chuyên nghiệp của mình, anh rời Hàn Quốc với 2 cầu thủ khác để tìm một câu lạc bộ để ký hợp đồng với họ. Sim Woon-sub ký hợp đồng với Nay Pyi Taw.